# Михайлова Світлана Володимирівна
Світлана Володимирівна Михайлова (нар.. 25 жовтня 1956, Мурманськ, Російська РФСР) — радянська і російська актриса театру, провідна актриса Архангельського театру ляльок, Народна артистка Російської Федерації (2011).

## Життєпис
Світлана Михайлова народилася 25 жовтня 1956 року в Мурманську. Після закінчення Ленінградського державного інституту театру, музики і кінематографії (курс С. К. Жукова) розпочала творчу діяльність в Мурманськом театрі ляльок.
У 1978 році прийшла на роботу в Архангельський театр ляльок, де за більш ніж 35 років безперервної роботи створила близько 70 образів, серед яких Буратіно, Попелюшка, Баба-Яга та багато інших.
У 1990 році їй було присвоєно звання заслуженої артистки РРФСР.
Михайлова також проявила себе як театральний педагог, випустивши акторський курс у Архангельському коледжі культури. Пізніше її учні сформували молодіжну студію «Dur (Мажор)» при театрі ляльок.
Виконала кілька ролей у виставі «Вертеп», що став лауреатом Національної театральної премії «Золота Маска» в 1996 році в номінації Кращий спектакль. А 2003 року вона сама отримала цю премію в номінації «Краща акторська робота в театрі ляльок» за роль Гертруди у виставі «Гамлет, данський принц».
Світлана Михайлівна представляла театр на великих російських і міжнародних фестивалях, створюючи образи в спектаклях «Про страшного дракона…», «Вертеп», «Маленьке шоу для великих людей», «Гамлет, данський принц», «Чайка», «Чарівні казки Папуги», «Ляльковий балаганчик. Дон Жуан у Венеції» і багатьох інших.
Є постановником низки вистав («Три ведмеді», «Бармалей», «Великим про маленьких»), а також постановок Літературно-театральної вітальні театру.
21 березня 2011 року Світлани Михайлової було присвоєно звання народної артистки Росії. Вперше, в історії пострадянської Росії, це звання було присвоєно театральному діячеві Архангельської області.
Світлана Михайлова — одна з провідних актрис Архангельського театру ляльок. Їй однаково підвладні різні види ляльок: рукавичкові, тростиневі ляльки, маріонетки, тіньові ляльки, планшетні ляльки.

## Визнання і нагороди
- Народна артистка Російської Федерації (21 березня 2011 року)
- Заслужена артистка РРФСР (1990)
- Лауреат вищої національної премії «Золота Маска» за роль Гертруди у виставі «Гамлет, данський принц» (2004)[5]
- Лауреат IV Обласного фестивалю театрального мистецтва «Ваш вихід!» в номінації «Краща роль другого плану» за роботу у виставі «Ляльковий балаганчик. Дон Жуан у Венеції» (ролі Лепорелло і Маленької дівчинки, Архангельськ, 2010)
- Лауреат премії Архангельського комсомолу в галузі літератури і мистецтва (1984)

## Творчість

### Обрані ролі в театрі
- «Про страшного Дракона і хороброму Чоботаря, прекрасною Принцесою і короля Гвоздиці» — Баба-Яга
- «Людвіг XIV і Тутта Карлссон» — Петрус-співун
- «Морозко» — Стара, Лиса
- «Парасолька для принцеси» — Кашпер
- «Розумна Мотря» — Мотрона
- «Чарівні казки Папуги» — Розалінда
- «Вертеп» — Волхв, Ангел, Шинкар, Чорт, Баба та інші
- «Маленьке шоу для великих людей»" — кілька ролей
- «Гамлет, данський принц» — Гертруда, Чернь
- «Чайка» — Аркадіна
- «Ляльковий балаганчик. Дон Жуан у Венеції» — Лепорелло, Маленька Дівчинка та інші[6]
- «Трагікомічне подання за петербурзькими повістями М. В. Гоголя» — Башмачкіна
- «Ленінградська казка» — Дівчинка

### Вибрані постановки в театрі
- «Три ведмеді»
- «Бармалей»
- «Великим про маленьких»
- «Подорож до Білої Ведмедиці»